# Налёт (сериал)
«Налёт» (фр. Braquo) — французский остросюжетный криминально-драматический многосерийный телевизионный художественный фильм режиссёра Оливье Маршаля.

## Сюжет
Главные герои — четверо полицейских в районе О-де-Сен в Париже: Эдди Каплан (Жан-Юг Англад), Вальтер Морлигхем (Джозеф Малерба), Тео Вачевски (Николя Дювошель) и Роксана Дельгадо (Кароль Роше). Их коллега Макс Росси (Оливье Рабурден) обвиняется в преступном проступке и совершает самоубийство. Его хоронят без почестей, а семья не получает пенсии. После этого они решают сделать всё необходимое, даже нарушив закон, чтобы очистить имя Росси. Однако вследстие предпринимаемых действий попадают под пристальное внимание Роланда Фогеля (Жоффруа Тибо) из Управления внутренних дел полиции, заклятого врага Каплана.